# Paul Otto von Radomski
Paul Otto Radomski, né le 21 septembre 1902 et mort le 14 mars 1945, vendeur de profession, était un officier SS et un commandant de camps de concentration,,,.

## Jeunesse
Il appartenait à la génération née entre 1900 et 1910 dont la jeunesse tomba dans la période de la Première Guerre mondiale (en allemand Kriegsjugendgeneration").

## Carrière dans la SS
Il était parmi les premiers membres de la SS à Hambourg, no. SS 2235. Durant la république de Weimar il fut emprisonné pour le meurtre d'un adversaire politique. En 1928 il entra dans la NSDAP sous le numéro du parti 96 942 ("Goldenes Ehrenzeichen der Partei" L’insigne d’or d’honneur du NSDAP, "NSDAP-Parteitagasabzeichen" - insigne du congrès du parti à Nuremberg), SS-Untersturmführer (Leutnant, sous-lieutenant) 20 avril 1934, octobre 1934 "Dienstalterliste" 28e Standarte (Hambourg), Obersturmführer (Oberleutnant, lieutenant)  20 juillet 1935, 30 janvier 1942 Sturmbannführer (Major) commandant.

### Commandant duCamp de concentration de Syrets(Kiev, Ukraine)
En juin 1942 il arrive à Kiev pour occuper le poste de commandant du camp de concentration de Syrets aux abords de cette même ville. En automne 1943, il est transféré en Grèce.

### Commandant du camp de concentration de Chaïdári (Grèce)
De 1943 à 1944 il était commandant du camp de Chaïdári en Grèce.

### Coordinateur de l'Opération "1005" (Sonderaktion 1005) à la section nord du front
Depuis mars 1944 il était coordinateur de l'Opération "1005" pour la section nord du front. Il fut aperçu à Riga accompagnant Paul Blobel.

### Dernière trace et mort
Sa dernière attribution était en janvier 1945 : 1er SS-Panzergrenadier-Ausbildungs- und Ersatz-Bataillon 5 (bataillon d'entraînement et de réserve) à Bergedorf (Hambourg).
En 2005, le procureur de Hambourg a informé les autorités ukrainiennes qui enquêtaient sur les crimes dans le camp de concentration de Syrez qu'il fut tué le 14 mars 1945 à Székesfehérvár en Hongrie.